# Apeadero José Ingenieros
El apeadero José Ingenieros era una pequeña estación ferroviaria del ramal Sáenz Peña - Villa Luro, enlace entre el Ferrocarril Buenos Aires al Pacífico (actual San Martín) y el Ferrocarril Oeste (actual Sarmiento).

## Ubicación
Se encontraba en la parcela formada por las calles Lincoln, Román Gómez, Asunción y Marcelo T. de Alver en la localidad de José Ingenieros.

## Características
Se componía de un elegante refugio de madera semicerrado y un nomenclador.

## Servicios
Era estación intermedia del ramal de pasajeros Saenz Peña - Villa Luro. El servicio fue suspendido en 1938 y el trazado desmantelado en 1942.